# Berilliosi
La berilliosi, conosciuta anche come malattia da berillio o avvelenamento da berillio, è una risposta allergica cronica e malattia polmonare cronica, causata dall'esposizione al berillio e suoi composti. Si distingue dall'intossicazione acuta da berillio, che è un evento raro. La berilliosi è una malattia professionale polmonare facente parte del gruppo delle pneumoconiosi.
La condizione è incurabile, ma i sintomi possono essere trattati.

## Classificazione

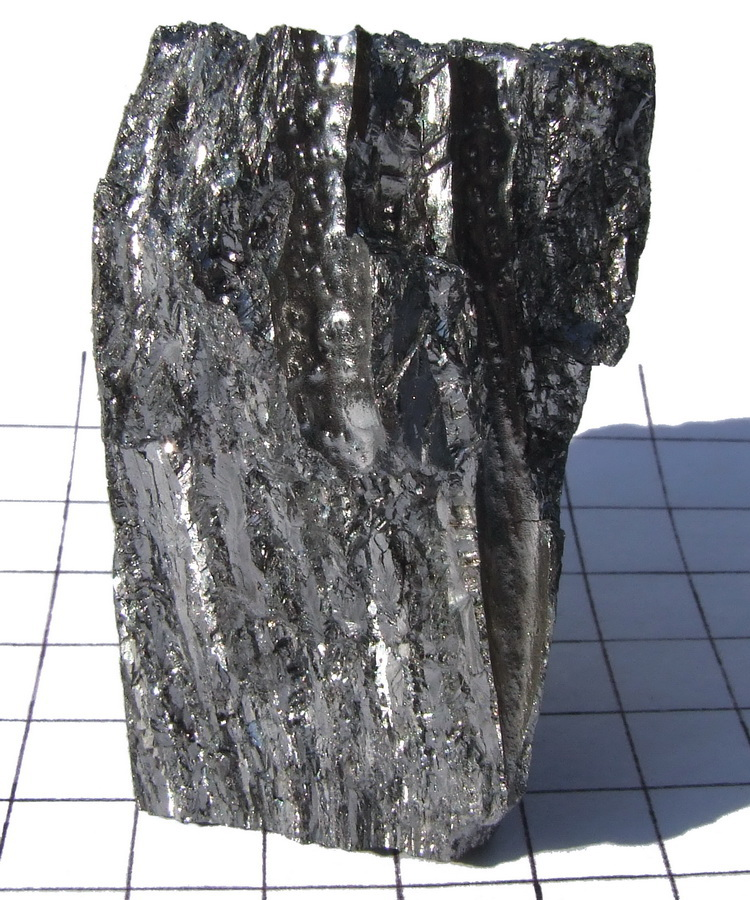
Campione di berillio.

La berilliosi è una malattia professionale. I lavoratori coinvolti maggiormente sono quelli implicati nell'estrazione del berillio, nella sua trasformazione in leghe metalliche, nella lavorazione dei metalli che lo contengono e nel suo riciclaggio. La condizione è stata correlata all'industria aerospaziale, alla produzione dei semiconduttori per l'elettronica dei forni a microonde, alle miniere di berillio e alla fabbricazione di lampadine fluorescenti (che un tempo contenevano composti di berillio nella loro rivestimento interno di fosforo).

## Segni e sintomi
A seguito di una esposizione singola o prolungata per inalazione di fini o dei suoi sali, i polmoni possono diventare sensibili al berillio. La berilliosi presenta un esordio insidioso con un decorso non del tutto evidente. Alcune persone divenute sensibili al berillio possono non accusare alcun sintomo. La continua esposizione provoca lo sviluppo di piccoli noduli infiammatori, chiamati granulomi. Uno studio del 2006 ha suggerito che l'inalazione non fosse l'unico mezzo di esposizione al berillio ma anche la contaminazione cutanea poteva causare una reazione; inoltre venne riscontrato che una riduzione nell'inalazione del berillio non comportasse una altrettanta riduzione della berilliosi o la sensibilità ad esso.
I granulomi possono essere riscontrati in altre malattie croniche, come la tubercolosi e la sarcoidosi, e quindi può essere difficile distinguere la berilliosi da questi diversi disturbi. Si noti, tuttavia, che i granulomi della berilliosi tipicamente sono non caseosi, cioè non caratterizzato da necrosi, e quindi privi del caratteristico grossolano aspetto simile al formaggio.
I primi sintomi sono in genere tosse e mancanza di respiro, inoltre spesso si riscontrano dolore toracico, dolori articolari, perdita di peso e febbre. Raramente, si verificano granulomi in altri organi, come nel fegato.
L'insorgenza dei sintomi può variare da settimane fino a decine di anni dalla prima esposizione. In alcuni individui, una sola singola esposizione può causare una situazione di berilliosi.
Il carcinoma al polmone, è stato dimostrato, ha una incidenza doppiamente maggiore nelle persone affette o che hanno contratto la berilliosi in passato data la cangerogenità del berillio

## Diagnosi

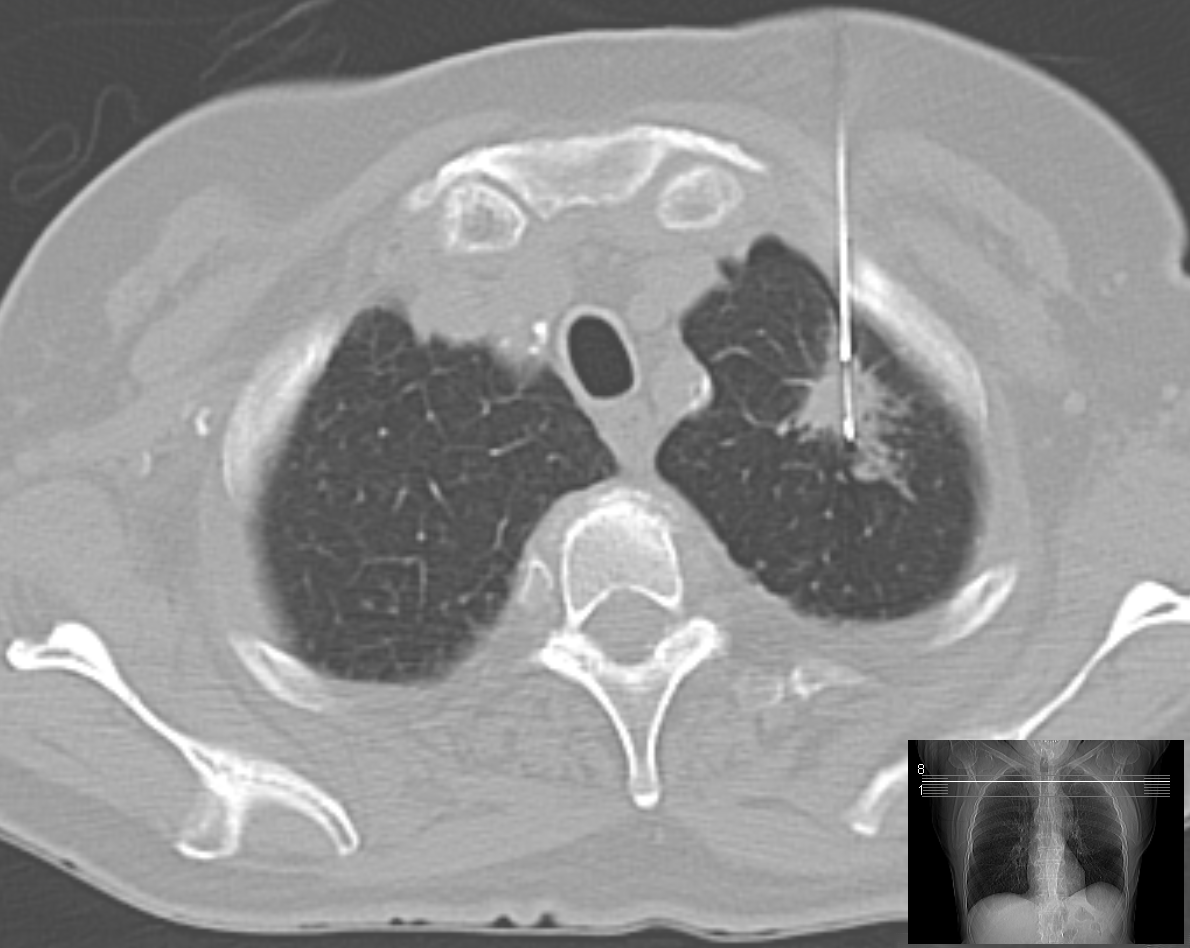
Biopsia polmonare percutanea sotto guida TC (in questo caso nel caso di un sospetto tumore al polmone). Tale metodologia diagnostica è molto accurata per la berilliosi, ma anche invasiva; pertanto spesso si preferisce non eseguirla.

La diagnosi definitiva di berilliosi si basa su una storia di esposizioni al berillio, documentata sensibilità berillio e infiammazione granulomatosa vista su biopsia polmonare. Data la natura invasiva di una diagnosi tramite biopsia polmonare, può essere sufficiente una storia clinica coerente con la berilliosi, una radiografia o una tomografia computerizzata al torace anormale e anomalie nei test di funzionalità polmonare.
Stabilire se vi sia una sensibilità al berillio è il primo passo nella diagnosi. Il test di proliferazione dei linfociti al berillio (BeLPT) è il modo più comune per determinarla. Il test viene eseguito con il prelievo di sangue periferico e di fluido tramite una lavanda alveolare bronchiale, da cui i linfociti vengono messi in coltura con il berillio solfato. Quando vi è una proliferazione anormale di linfociti, si può considerare un caso di sensibilità.
I risultati radiografici del torace per la berilliosi sono aspecifici. All'inizio della malattia i reperti radiografici sono di solito normali. Nelle fasi successive vengono osservate fibrosi interstiziale, irregolarità pleurica, linfoadenopatia ilare e opacità tipo "vetro smerigliato". Anche i risultati della tomografia computerizzata non erano specifiche per la berilliosi, tuttavia uno studio ha rilevato che opacità a "vetro smerigliato" visti alla tomografia computerizzata sono più frequenti nella berilliosi rispetto alla sarcoidosi.

### Diagnosi differenziale
La diagnosi differenziale per berilliosi comprende le seguenti condizioni:
- Sarcoidosi
- Malattie polmonari granulomatose
  - Tubercolosi
  - Infezioni fungine
  - Granulomatosi associata a poliangioite
- Fibrosi polmonare idiopatica
- Polmonite da ipersensibilità
- Asma

Di queste possibilità, la berilliosi si presenta più simile alla sarcoidosi. Alcuni studi suggeriscono che fino al 6% di tutti i casi diagnosticati come sarcoidosi sono in realtà berilliosi.

## Trattamento
Non esiste una cura per la berilliosi; gli obiettivi del trattamento consistono nel tentare di ridurre i sintomi e rallentare la progressione della malattia.
Sebbene non vi siano prove che l'astensione dall'esposizione al berillio diminuisca la progressione della malattia, ciò è ancora considerato un approccio accettato per il trattamento in qualsiasi stadio della malattia.
Le persone con fasi iniziali della malattia, senza alterazioni nella funzionalità polmonare o sintomi clinici, sono periodicamente monitorati con esami fisici, test di funzionalità polmonare e radiografie. Una volta che compaiono sintomi clinici o anomalie significative nei test di funzionalità polmonare, il trattamento consiste nella ossigenoterapia, nella somministrazione di corticosteroidi orali e di qualsiasi ulteriore terapia di supporto sia necessaria.

## Prognosi
Globalmente il tasso di mortalità varia dal 5% al 38%.